# Mittelthurgaubahn
De Mittelthurgaubahn AG ook bekend als Mittel-Thurgaubahn-Gesellschaft (afgekort MThB) was een private spoorwegonderneming met het hoofdkantoor te Weinfelden in het Zwitserse kanton Thurgau. De MthB werd inclusief de dochter Lokoop (goederenvervoerder) in 2006 geheel geliquideerd.

## Geschiedenis
Op 11 augustus 1890 werd door een investeringscommissie voor de bouw van een spoorlijn de Mittel-Thurgau-Bahn (MThB) in Kreuzlingen opgericht.
De investeringscommissie keurde in 1906 een verdrag goed met een looptijd van 15 jaar voor de bouw van de normaalspoorlijn Wil-Weinfelden-Konstanz kwam met de Westdeutschen Eisenbahngesellschaft (WeEG) in Köln. In dit verdrag werd gesproken over de Mittel-Thurgau-Bahn – MThB voor het eerste gebruikt bij de aanvraag van financiële steun.
Op 28 maart 1908 werd Mittel-Thurgau-Bahn Gesellschaft (MThB) opgericht in Weinfelden.
Het traject van Wil (Sankt-Gallen), Weinfelden, Kreuzlinen naar Konstanz werd op 16 december 1911 geopend.
De Mittelthurgaubahn was een dochter onderneming van Westdeutsche Eisenbahn-Gesellschaft AG die in 1931 tot 1945 werd overgenomen door de Vereinigte Kleinbahnen AG in Frankfurt am Main.
In de jaren 50 van de 20e eeuw werden Duitse aandeelhouders afgelost en door kanton Thurgau overgenomen.
Op 31 december 2002 werden alle activiteiten van de Mittelthurgaubahn (MThB) inclusief de dochter Lokoop (goederenvervoerder) stilgelegd.
In 2005 besloot het Kanton Thurgau zijn aandelen aan de SBB te verkopen omdat men van de dochter EuroThurbo GmbH het buitenlands avontuur te riskant vond. De buitenlandse belangen werden aan SBB dochter SBB GmbH verkocht.
Op 28 december 2006 werd door de rechtbank de Mittelthurgaubahn (MThB) geliquideerd.
De MThB sloot na het spoor en het depot op 23 februari 2007 de werkplaats in Weinfelden. De nog aanwezige personeelsleden werd vervangend werk in bij SBB werkplaats in Oberwinterthur aangeboden.

### Thurbo
De Schweizerische Bundesbahnen (SBB) en de Mittelthurgaubahn (MThB) besloten in 2000 voor het regionaal personenvervoer in oostelijk Zwitserland tot het oprichten van een aparte onderneming. Op 21 september 2001 werd Thurbo AG opgericht waarbij de SBB 60% en de MThB 40% van de aandelen bezat.
Op 19 december 2001 plaatste Thurbo AG een order voor de bouw van 80 treinstellen bij Stadler AG te Bussnang.
Op 4 juli 2002 werd het kapitaal van de Thurbo AG door inbreng van de SBB verhoogd waarbij het aandeel van de MThB van 40% naar 0,2% was teruggelopen. De mogelijkheid om het oorspronkelijke aandeel van 10% te houden werd op 11 oktober 2002 bereikt doordat het kanton Thurgau deze aandelen opkocht. Het aandeel van de SBB was toen teruggebracht van 99,8% naar 90%. Op dat moment stapte de MThB uit het project.
Op 1 januari 2003 begon Thurbo met de treindiensten.

## Trajecten
- traject Wil-Weinfelden-Kreuzlinen-Konstanz (MHtB)

### Uitbreiding bedrijfsvoering
Na het eigen traject breidde de MThB in de jaren 90 van de 20e eeuw de bedrijfsvoering in Zwitserland en Duitsland uit met de volgende trajecten:
- traject Konstanz – Radolfzell – Singen (Hohentwiel) – Engen
Duitsland: Seehas in opdracht van de DB
- traject Radolfzell – Stockach
Duitsland: Seehäsle in opdracht van Landkreises Konstanz:
- traject Radolfzell – Stockach
- traject Rorschach – Romanshorn – Kreuzlingen – Stein am Rhein – Schaffhausen
SBB Seelinie werd door SBB verkregen na een gewonnen aanbesteding en daarna werd het traject gemoderniseerd en modernere treinen met hogere frequentie ingezet.

De in Duitsland liggende trajecten Seehas en de Seehäsle werden aan de Thurbo dochter EuroThurbo GmbH overgedragen.
Ten slotte ging het beheer van de infrastructuur van de Seelinie en de traject Wil-Weinfelden-Kreuzlinen-Konstanz in opdracht van Thurbo AG over naar de SBB.